# 洞川梅林
洞川梅林（どうがわばいりん）は、兵庫県神戸市北区山田町下谷上中一里山にある梅林。

## 概要
洞川梅林は、洞川湖の東に位置する。白梅、紅梅、タムシバ、桜などが植えられており、春には長期間花見が楽しめる。ハイキングコースとしては、「再度公園 → 仙人谷 → 洞川梅林」というコース（約700 m）がわかりやすい。晩秋には仙人谷から梅林にかけて紅葉狩りが楽しめる 。
- 所在地：兵庫県神戸市北区山田町下谷上中一里山（北緯34度43分35秒 東経135度10分16秒 / 北緯34.72639度 東経135.17111度）
- 標高：350メートル

## 周辺
- 再度公園
- 神戸市立外国人墓地
- 洞川湖
- 神戸市立洞川教育キャンプ場
- 神戸市立森林植物園